# Măneuți, Suceava
Măneuți (în maghiară Andrásfalva) este un sat în comuna Frătăuții Vechi din județul Suceava, Bucovina, România. A fost înființată de coloniștii secui veniți din Transilvania.

## Recensământul din 1930
Componența etnică a satului Măneuți
     Români (3,65%)
     Germani (4,3%)
     Evrei (2,5%)
     Maghiari (89,2%)
     Altă etnie (0,35%)
Componența confesională a satului Măneuți
     Ortodocși (3,4%)
     Romano-catolici (76,63%)
     Mozaici (2,5%)
     Greco-catolici (0,27%)
     Reformați\Calvini (15,35%)
     Evanghelici\Luterani (1,85%)
Conform recensământului efectuat în 1930, populația satului Măneuți se ridica la 2557 locuitori. Majoritatea locuitorilor erau maghiari (89,2%), cu o minoritate de germani (4,3%), una de evrei (2,5%) și una de români (3,65%). Alte persoane s-au declarat: ruși (7 persoane), cehi\slovaci (1 persoană) și polonezi (2 persoane). Din punct de vedere confesional, majoritatea locuitorilor erau romano-catolici (76,63%), dar existau și ortodocși (3,4%), mozaici (2,5%), greco-catolici (0,27%), evanghelici\luterani (1,85%) și reformați\calvini (15,35%).

## Obiective turistice

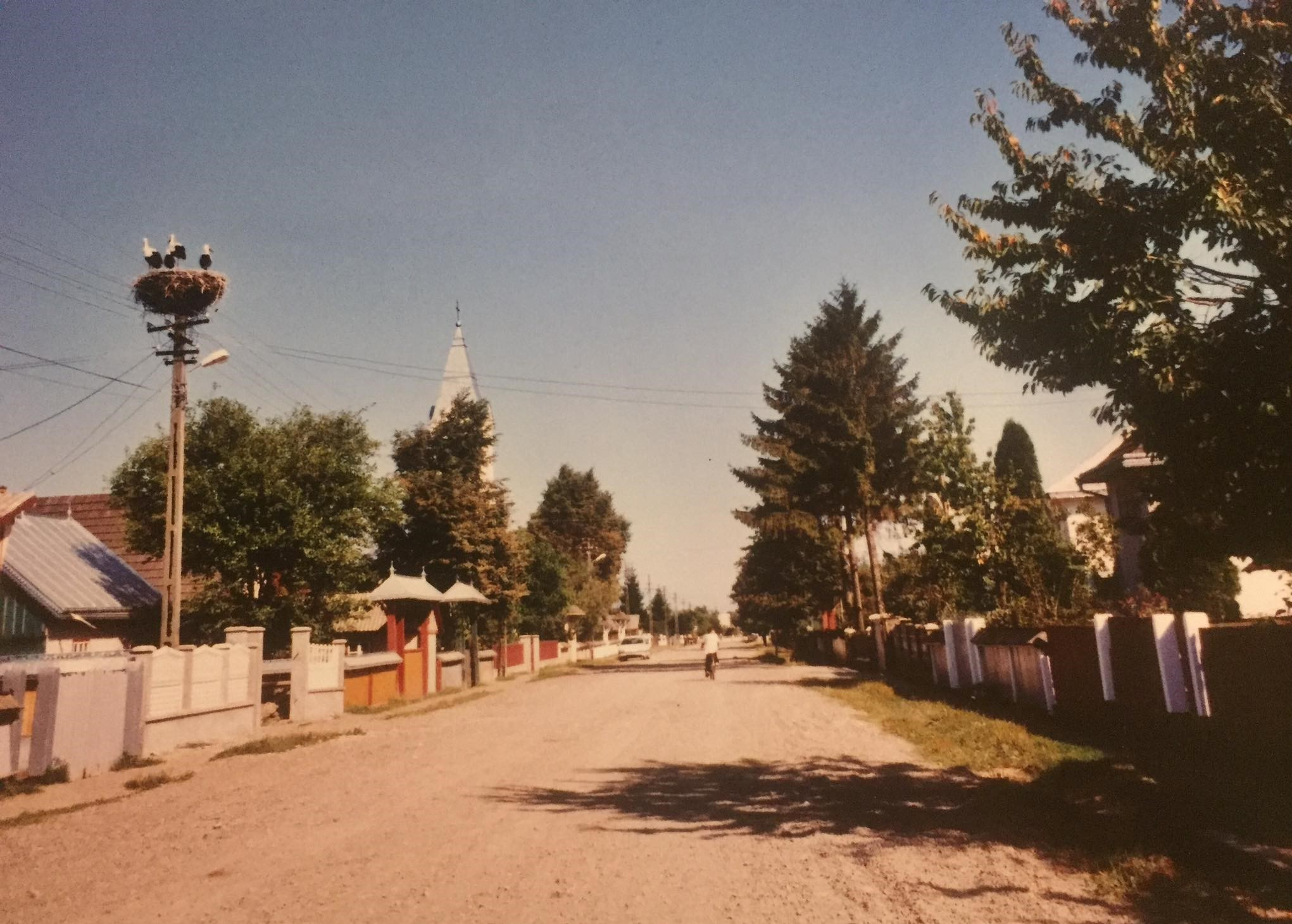
Măneuți

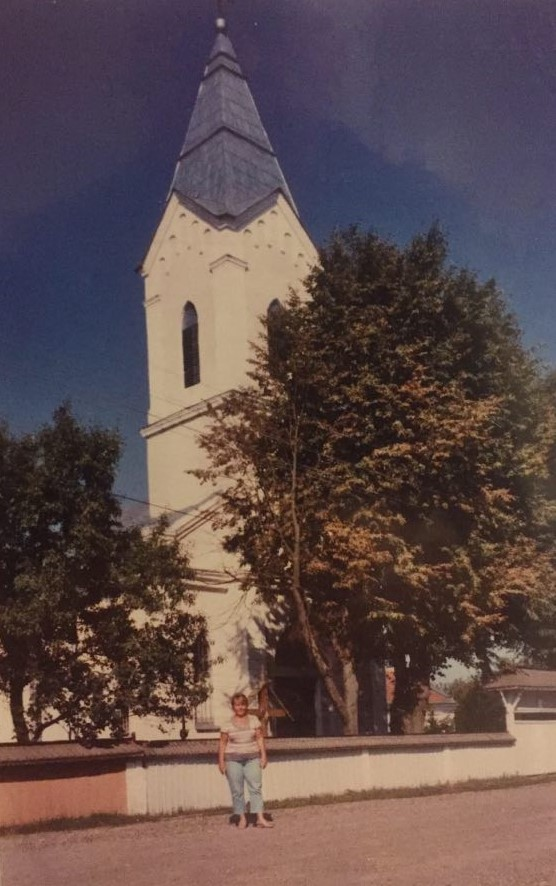
Măneuți

- Biserica „Sf. Arhangheli Mihail și Gavriil” - construită în 1908 ca biserică reformată (calvină); în prezent este biserică ortodoxă
- La Mâlituri se afla un sit arheologic care datează din epoca medievală (sec. al XV-lea)